# Entre tu et vous
Pour plus de détails, voir Fiche technique et Distribution.
Entre tu et vous est un film québécois réalisé par Gilles Groulx, sorti en 1969. 

## Synopsis
Dans le contexte social québécois de 1969, on assiste à sept courts épisodes de la vie d’un couple, avec ses enjeux de séduction et sa dissolution finale. La dépendance à l’égard de l’autre dans le couple, conforte chacun dans son image de soi. Dans la vie quotidienne, la dépendance de l’individu à l’égard du matérialisme propre à la société de consommation, réduit l’humanité et participe à la dégradation des structures sociales. Selon le réalisateur, cette dépendance est à défaire et à transformer.

## Fiche technique
- Titre : Entre tu et vous
- Réalisation : Gilles Groulx
- Scénario : Gilles Groulx
- Photographie : Michel Brault
- Montage : Gilles Groulx et Jacques Kasma
- Son : Claude Hazanavicius
- Production : Jean-Pierre Lefebvre
- Société de production : Office national du film du Canada
- Pays :  Canada
- Genre : Drame
- Durée : 65 minutes
- Dates de sortie : 
  -  Canada : 31 mai 1970

## Distribution
- Paule Baillargeon
- Manon d’Amour
- Pierre Harel
- Suzanne Kay
- Denise Lafleur

## Distinctions
Le film a été présenté à la Quinzaine des réalisateurs, en sélection parallèle du festival de Cannes 1970.